# Manzhouli
Manzhouli (mongolo: ᠮᠠᠨᠵᠤᠤᠷ ᠬᠣ, traslitterato in cirillico: Манжуур хот? e in alfabeto latino: Manjuur Hot; cinese: 满洲里, Mǎnzhōulǐ PN o Man-chou-liWG), nota in passato (1909-1949) come Lubin, è una città della Regione Autonoma della Mongolia Interna, in Cina. È situata al confine opposto della città russa di Zabajkal'sk ed è posta 160 km a ovest di Hailar e 32 km a nord-ovest del lago Hulun. Manzhouli è stata per lungo tempo un piccolo insediamento mongolo nella lega di Hulun Buir. Iniziò a svilupparsi a partire dal 1900, quando divenne il terminal occidentale della ferrovia della Cina orientale, costruita dai russi, e uno svincolo del sistema ferroviario siberiano della Russia. Crebbe rapidamente come stazione di dogana e come centro commerciale e di comunicazioni.
Dopo la caduta della dinastia Qing (o Manciù) nel 1911-1912, la città subì un'invasione da parte della Mongolia. Il controllo cinese venne restaurato nel 1914, ma nel 1920 i Mongoli del luogo si ribellarono e ottennero alcune misure di autonomia locale. Nel 1931, dopo essere caduta sotto il controllo giapponese, la città si arricchì di alcune industrie. Nelle sue vicinanze si trovano depositi di carbone (lignite), e la loro estrazione - così come la costruzione di impianti energetici e industrie chimiche - si è sviluppata a partire dal 1949. Negli anni '90 a Manzhouli è stato istituito un distretto per il commercio frontaliero. La città è attualmente un centro commerciale sino-russo e un importante scalo di passaggio per le merci, considerato come uno dei principali snodi commerciali interni della Cina in termini di volumi di merci gestite. Il lago Hulun, a sud della città, brulicante di gamberetti bianchi, e le praterie attorno al lago costituiscono un'importante area di svago. Ogni anno la tradizionale festività mongola del Nadam attira turisti sia dalla Cina che dalla Russia. La popolazione, nel 2002, era di 153.571 abitanti.